# Volcà
| Tall transversal d'un estratovolcà: | Tall transversal d'un estratovolcà: |
| --- | ----------------------------------- |
| 1. Cambra magmàtica 2. Roca 3. Xemeneia 4. Base 5. Dipòsit de lava 6. Fissura 7. Capes de cendra emesa pel volcà 8. Con 9. Capes de lava emeses pel volcà (Colades) 10. Gorja 11. Con paràsit 12. Flux de lava 13. Ventilador 14. Cràter 15. Núvol de cendra |                                     |

Un volcà és una estructura geològica per la qual emergeix magma de l'interior del nucli d'un planeta que en sortir a l'exterior es converteix en lava, roca fosa, a causa de la pèrdua de gasos. L'ascens del magma succeeix generalment en episodis violents anomenats erupcions volcàniques a causa dels gasos interiors que l'empenten. En acumular-se el material que sorgeix de l'interior, es forma una estructura cònica a la superfície que pot arribar a centenars de metres o quilòmetres d'alçària.
El conducte que comunica el reservori de magma (o cambra magmàtica) amb la superfície s'anomena xemeneia. La xemeneia culmina al cim de l'estructura volcànica, on es forma una depressió o cràter. Segons la naturalesa dels materials, el tipus d'erupció, la seva freqüència i l'orogènesi, els volcans adopten diverses formes però, en general, formen una muntanya cònica rematada per un cràter o caldera. Els volcans no són exclusius del planeta Terra, ja que se n'han trobat restes a altres planetes com, per exemple, a Mart. Hi ha uns 55.000 volcans al fons submarí terrestre.
La paraula volcà prové de l'illa Vulcano, al sud-est de la costa d'Itàlia. A causa de la freqüència de les activitats eruptives en aquesta illa, els romans la consideraven la forja de Vulcà, el déu del foc i el creador d'armes.
Segons el significat donat a la paraula actiu, el nombre de volcans considerats actius pot variar. Hi ha prop de 1.500 volcans terrestres que han entrat en erupció en els darrers 10.000 anys. Cada any, en uns seixanta es produeixen erupcions. A més hi ha els volcans submarins, que són molt més nombrosos (es calcula que n'hi ha més de 55.000 al fons submarí).
El vulcanisme és el conjunt de fenòmens relacionats amb els volcans i la presència de magma. La vulcanologia és la ciència que estudia aquest tipus de fenomen i treballa en la prevenció dels riscos associats a l'activitat volcànica.

## Activitat volcànica
La sortida de productes gasosos, líquids i sòlids llançats per les explosions constitueix els paroxisme o erupcions del volcà. L'activitat consisteix en el desplaçament de les roques ígnies o en estat de fusió, des de l'interior de l'escorça terrestre cap a l'exterior. Aquests materials surten a la superfície terrestre com rius de roques foses.
L'activitat volcànica pot suposar canvis del clima, arribant a fer que no durant un any no hi hagi estiu (com va ocórrer a Europa i els Estats Units el 1816). Les emissions (gasos i cendra) poden afectar l'atmosfera fent que baixin les temperatures. Si aquestes emissions a l'atmosfera ocorren a la zona de convergència intertropical permet l'expansió d'aquestes emissions per l'atmosfera del planeta.
Els volcans es poden classificar de diferents maneres tenint en consideració diversos factors. Una manera popular de classificar els volcans magmàtics és per la seva freqüència eruptiva. Els que tenen erupcions de manera regular es diuen que són actius. Els que han entrat en erupció en temps històrics, però ara no mostren activitat es diu que estan latents o adormits, i els que no han entrat en erupció en temps històrics es consideren extints. No obstant això, aquestes classificacions més de caràcter popular i, especialment, suposar l'extinció d'un volcà, no té una base massa científica. Ells fan servir classificacions que es refereixen als processos de formació i erupció d'un volcà en particular i a les formes resultants.

### Volcans actius

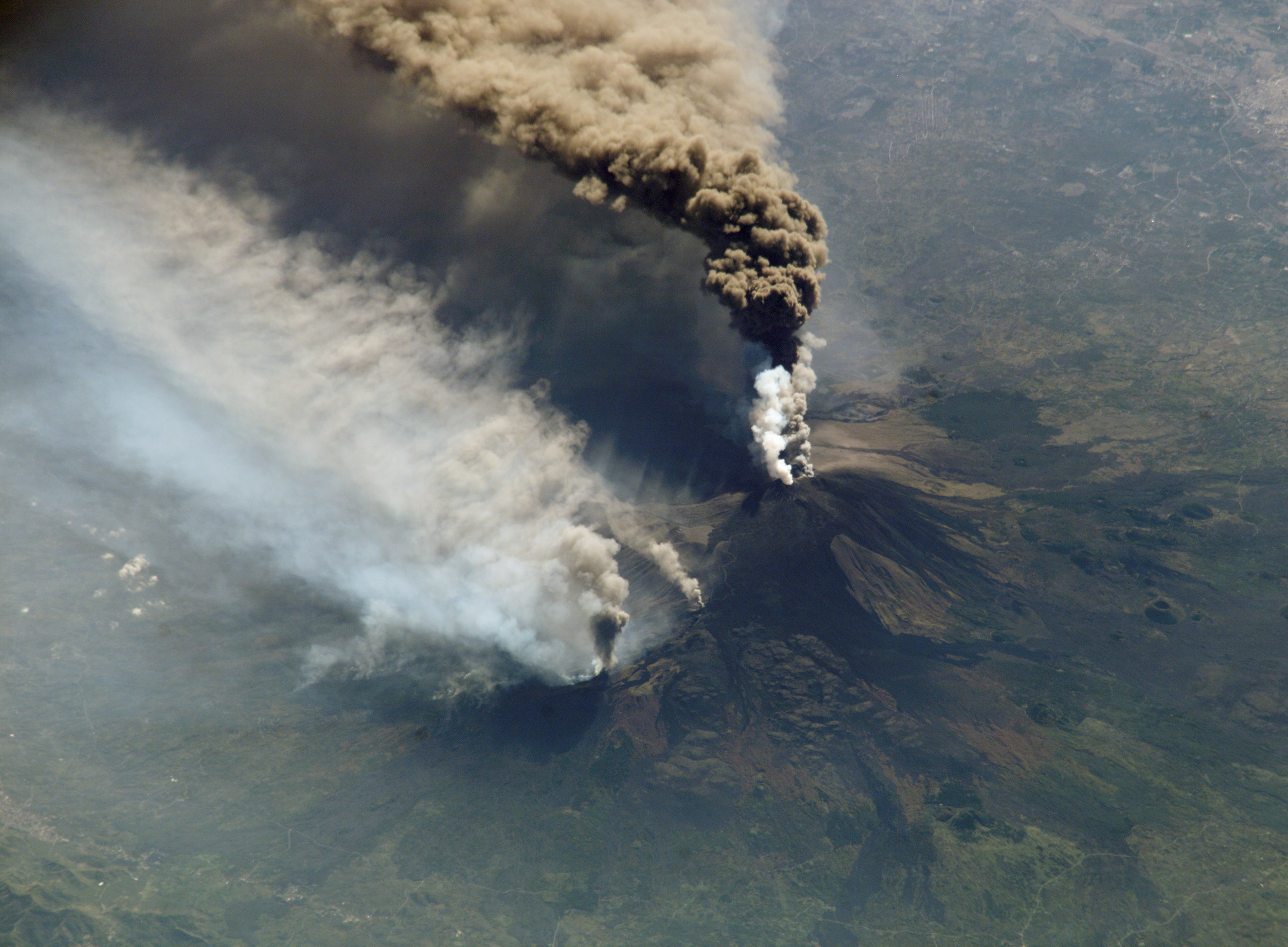
Erupció del volcà Etna a Sicília, (Itàlia), vista des de l'Estació Espacial Internacional

Els volcans actius són aquells que entren en activitat eruptiva. La majoria dels volcans tan sols de manera ocasional entren en activitat i romanen en repòs la major part del temps. Afortunadament per als éssers vius, que pateixen la seva força destructiva, només uns pocs estan en un procés d'erupció contínua. El període d'activitat eruptiva pot durar des d'una hora fins a diversos anys. Aquest ha estat el cas del Pacaya. Els intervals de calma entre erupcions poden durar mesos, dècades i en alguns casos, fins i tot segles. Tanmateix, no s'ha descobert encara un mètode segur per predir les erupcions.
No existeix un consens real entre els vulcanòlegs per definir quan un volcà està actiu. La vida útil d'un volcà pot variar des de mesos fins a diversos milions d'anys. Aquesta distinció, sovint no té massa sentit sobretot quan es compara amb l'expectativa de vida dels éssers humans o, fins i tot, de les civilitzacions. Per exemple, molts dels volcans de la Terra s'han activat dotzenes de vegades en els darrers mil anys, però actualment no estan mostrant signes d'erupció. Tenint present, doncs, la llarga vida útil dels volcans aquests són molt actius. Però en comparació amb la durada de la vida humana, alguns poden fer interpretacions diferents.
Els científics solen considerar un volcà en erupció si actualment està en erupció o, si no és el cas, perquè presenten senyals d'inestabilitat, com pot ser una activitat sísmica inusual o una emissió significativa de gasos. Hi ha un cert consens en considerar que un volcà és actiu si ha entrat en erupció al llarg del període Holocè. La definició de l'Smithsonian Global Volcanism Program és que un volcà actiu ha d'haver esclatat en els darrers 10.000 anys (el període Holocè). Els temps històrics és un termini més concret per considerar-los actius. No obstant això, és important assenyalar que el lapse de la història difereix de regió a regió. A la Xina i a la Mediterrània, la història escrita es remunta a més de 3.000 anys, però en el Nord-oest Pacífic dels Estats Units i el Canadà, tan sols és d'uns 300 anys, i al Hawaii i Nova Zelanda, al voltant d'uns 200 anys.
En l'actualitat al món hi ha prop de 500 volcans actius, la gran majoria al llarg del Cinturó de foc del Pacífic; i al voltant de 50 d'ells entren en erupció cada any. Segons algunes estimacions, hi ha més de 1.500 volcans potencialment actius. Només als Estats Units tenen controlats 50 volcans actius. S'estima que 500 milions de persones viuen prop de volcans en activitat.

### Volcans adormits i extints

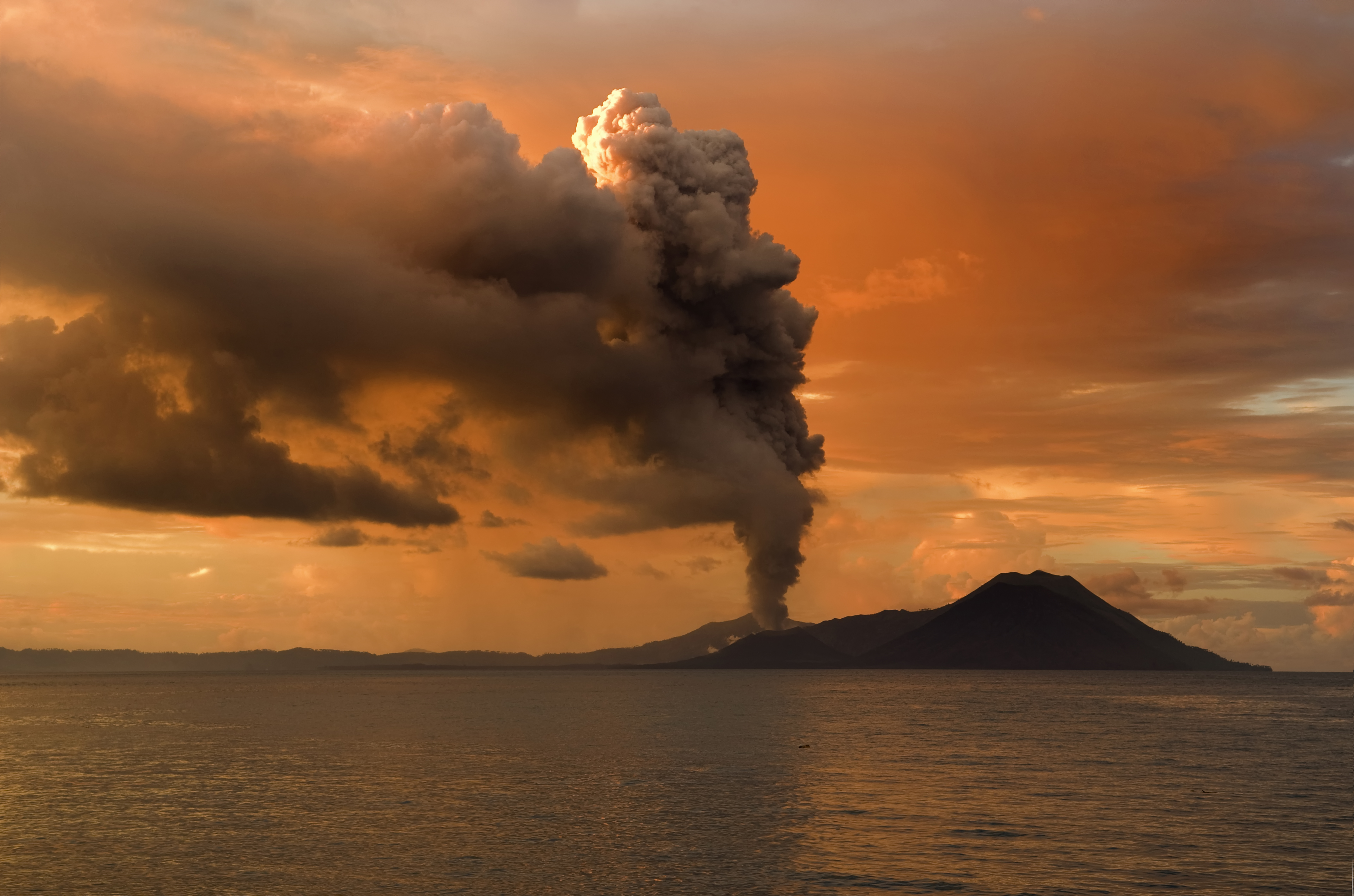
Volcà Tavurvur de Papua Nova Guinea, 2009.

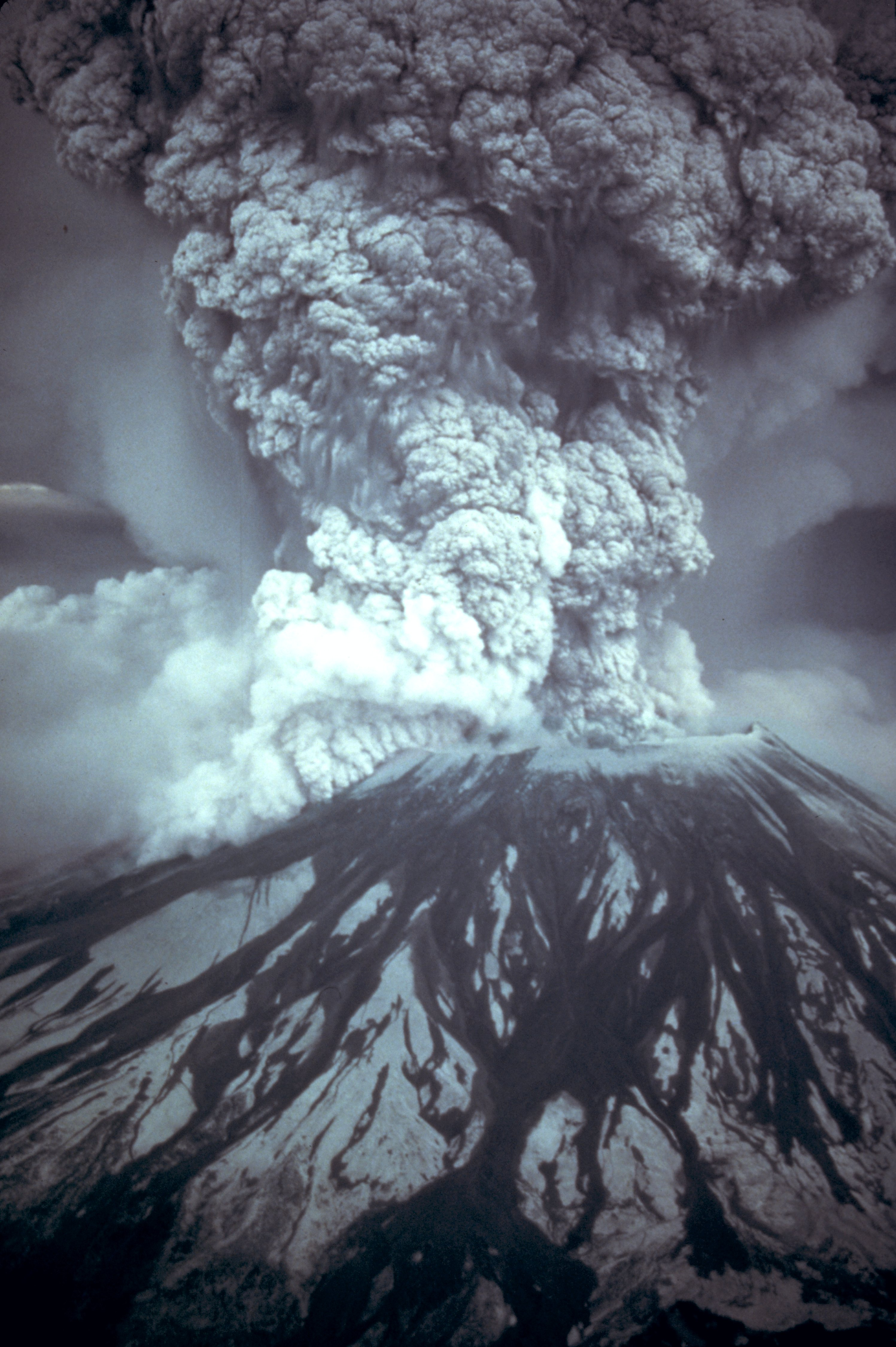
Erupció espectacular del Mont Saint Helens, estat de Washington

Els volcans adormits són aquells que mantenen certs senyals d'activitat, com poden ser l'existència d'aigües termals, i han entrat en activitat de manera esporàdica. Dins d'aquest tipus d'activitat solen considerar-se les fumaroles i els volcans amb uns llargs períodes d'inactivitat entre erupció i erupció.
És difícil distingir un volcà extingit d'un que està adormit. Els volcans generalment se'ls considera extints si no hi ha registres documentats de la seva activitat. No obstant això, hi ha volcans que poden romandre latents durant un llarg període. Per exemple, el del Parc Nacional de Yellowstone té un període de repòs i d'activitat periòdica de prop de 700 ka; i el volcà de Toba, al voltant de 380 ka. El Vesuvi va ser descrit pels escriptors romans com si el seu entorn hagués estat cobert de jardins i vinyes abans de la seva famosa erupció de l'any 79, que va destruir les ciutats d'Herculà i Pompeia.
Abans de la catastròfica erupció de l'any 1991, el volcà Pinatubo tenia una activitat força discreta, i era desconeguda per la majoria de la gent que vivia a la zona. Més recentment, el molt inactiu volcà de Soufrière Hills, a l'illa de Montserrat, es considerava que s'havia extingit fins que va reprendre l'activitat l'any 1995. Un altre exemple recent és el Fourpeaked, a Alaska, que fins a la seva erupció el setembre de 2006, no havia entrat en erupció des de fa uns 10.000 anys i es va creure durant molt de temps que estava extingit.
Els volcans extints són aquells que van estar en activitat durant períodes molt llunyans i no hi ha indicis que puguin reactivar-en el futur. Són molt freqüents, encara que la inactivitat que les descriu es pot reactivar novament en molt rares ocasions, aquests volcans generalment han deixat de mostrar activitat des de fa molts segles abans de ser considerats extints.
L'activitat eruptiva és gairebé sempre intermitent, ja que els períodes de paroxisme alternen amb altres de repòs, durant els quals el volcà sembla extingit; es poden citar els casos del Vesuvi, el Teide, el Teneguía o el mont Fuji.

## Tipus de volcans

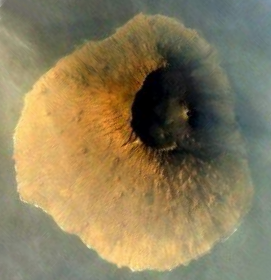
Volcà a l'illa de Fogo, Cap Verd vist des de l'espai.

La combinació dels factors que intervenen en una erupció volcànica que explica l'existència de diversos tipus de volcans amb unes erupcions característiques: l'estratovolcà, el hawaià, l'estrombolià, el peleà, el vulcanià i el plinià.
- Estratovolcà. Un estratovolcà, o volcà compost, és un volcà que té una estructura constituïda per l'acumulació de colades de lava i de piroclasts (tefra) en el transcurs dels diferents estadis eruptius, habitualment violents. Els estratovolcans assoleixen una forma cònica a causa de les característiques de la lava, que és pastosa i que circula lentament. Aquesta lentitud provoca que es creïn dipòsits de cendres i d'escòries fonamentalment prop de la xemeneia volcànica i dels dipòsits deixats per les colades piroclàstiques que surten pel cràter del volcà. Les seves erupcions procedeixen d'un magmatisme de subducció, i són explosives, de tipus vulcanià, estrombolià, peleà o plinià. La forma del volcà és generalment cònica fins que, com a conseqüència d'una nova l'explosió del volcà, es forma un nou con al cràter o a la caldera. Formen muntanyes que arriben a tenir, en general, grans alçades i els seus pendents són pronunciats, de vegades fins a uns 45 ° de desnivell.

Esquema d'una erupció volcànica de tipus hawaià: 1. Núvol volcànic, 2. Font de lava, 3. Cràter, 4. Llac, 5. Fumaroles, 6. Colada, 7. Estrats de lava i cendra, 8. Estrat geològic, 9. Sill, 10. Xemeneia volcànica, 11. Cambra magmàtica, 12. Pic volcànic

- Hawaià. En aquest cas, les laves són molt fluides, sense que tinguin lloc despreniments gasosos explosius. Quan aquestes laves omplen el cràter sobreïxen i llisquen amb facilitat pendent avall, formant verdaders rius de lava que arriben a desplaçar-se a grans distàncies. Per aquesta raó, formen muntanyes de pendents suaus. Algunes partícules de lava, en ser arrossegades pel vent, formen fils cristal·lins que els nadius anomenen cabells de la deessa Pelé (deessa del foc). Són els volcans més habituals al món.
- Estrombolià. Aquest tipus de volcà rep el nom de la localitat de Stromboli, una petita illa volcànica de la costa italiana. S'originen quan hi ha una alternança de materials en erupció, formant-se un con estratificat en capes de laves fluides i materials sòlids. La lava és fluida, desprenent gasos abundants i violents, amb la producció de bombes i lapil·li. A causa que els gasos es poden desprendre amb facilitat, no es produeixen polvoritzacions o cendres. Quan la lava vessa per les vores del cràter, descendeix pels seus pendents i barrancs, però no assoleix tanta extensió com en el cas de les erupcions de tipus hawaià.
- Peleà. La lava del volcà peleà és extremadament viscosa i es consolida amb gran rapidesa, arribant a tapar per complet el cràter; l'enorme pressió dels gasos, sense sortida, provoca una enorme explosió que aixeca aquest tap que s'eleva formant una gran agulla. Això és el que va succeir en l'erupció del Mont Pelée, el 8 de maig de 1902, quan les parets del volcà van cedir amb una empenta tan enorme, que va obrir un conducte pel qual van sortir amb extraordinària força els gasos acumulats, i a una temperatura molt elevada. Els gasos barrejats amb cendres van formar el núvol ardent que va matar unes 28.000 persones.
- Vulcanià. El volcà vulcanià desprèn una gran quantitat de gasos a partir d'un magma poc fluid, que es consolida amb rapidesa; per això les explosions són molt fortes i polvoritzen la lava, produint molta cendra, llançades a l'aire acompanyades d'altres materials fragmentaris. Quan la lava surt a l'exterior es consolida ràpidament, però els gasos que es desprenen trenquen i esquerden la seva superfície, que per això resulta aspra i molt irregular. Els cons d'aquests volcans són de pendent molt inclinat.
- Vesuvià o plinià. Difereix del vulcanià en què la pressió dels gasos és molt forta i produeix explosions molt violentes. Forma núvols ardents que, en refredar-se, produeixen precipitacions de cendres, que poden arribar a sepultar ciutats, com va passar amb Pompeia i Herculà i el volcà Vesuvi. Es caracteritza per alternar erupcions de Tefres amb erupcions de colades de lava, donant lloc a una superposició en estrats que fa que aquest tipus de volcans abasti grans dimensions. Altres volcans de tipus vesubià són el Teide, el Popocatépetl i el Fujiyama.

### Volcans submarins i subglacial
Són fissures a la superfície de la Terra que es troben sota el nivell del mar, i en les quals hi pot haver erupcions de magma. La gran majoria d'ells es troben en àrees de moviment tectònic de plaques, conegudes també com a dorsals oceàniques. Encara que la majoria dels volcans submarins es troben en les profunditats de l'oceà, alguns es troben en aigües poc profundes, i aquests poden expulsar material que arriba fins a l'atmosfera durant una erupció. La lava formada per aquests volcans és bastant diferent de la lava volcànica terrestre. Sobre el contacte amb l'aigua, es forma una pasta sòlida al voltant de la lava.
Una erupció subglacial és una erupció volcànica que ha ocorregut sota gel o sota una glacera. Les erupcions subglacials poden provocar inundacions perilloses, lahars i poden crear lava hialoclàstica i lava de coixins.

## Tipus d'erupcions volcàniques

Emissió volcànica.

Hi ha molts diferents tipus d'erupcions volcàniques amb la corresponent activitat associada: l'erupció freàtica (erupcions que generen vapor), l'erupció explosiva d'alt contingut en sílice de la lava (per exemple, riolita), l'erupció efusiva de baix contingut en sílice de la lava (per exemple, basalt), els fluxos piroclàstics, els lahars (fluxos de runes) i l'emissió de diòxid de carboni. Totes aquestes activitats poden representar un perill per als éssers humans i la vida en general. Els terratrèmols, les aigües termals, les fumaroles, les pailas de fang i els guèisers, acompanyen sovint l'activitat volcànica.
Les concentracions de diferents gasos volcànics poden variar considerablement d'un volcà a un altre. El vapor d'aigua (H₂O) habitualment és el gas volcànic més abundant, seguit pel diòxid de carboni (CO₂) i el diòxid de sofre (SO₂). Entre altres gasos que s'observen en les emissions volcàniques cal destacar el sulfur d'hidrogen, el clorur d'hidrogen (HCl) i el fluorur d'hidrogen (HF). També es troben un gran nombre d'emissions menors de gasos com l'hidrogen, el monòxid de carboni, i diversos hidrocarburs halogenats, compostos orgànics, clorurs volàtils i metalls.

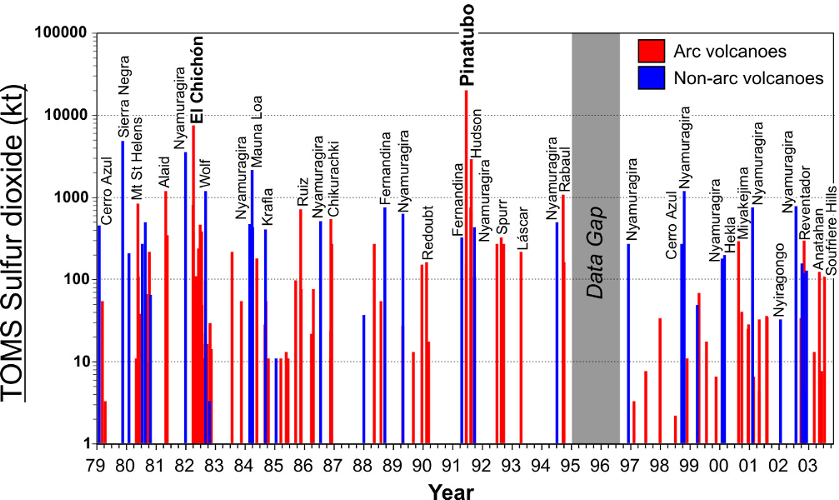
Emissions de diòxid de sofre dels volcans

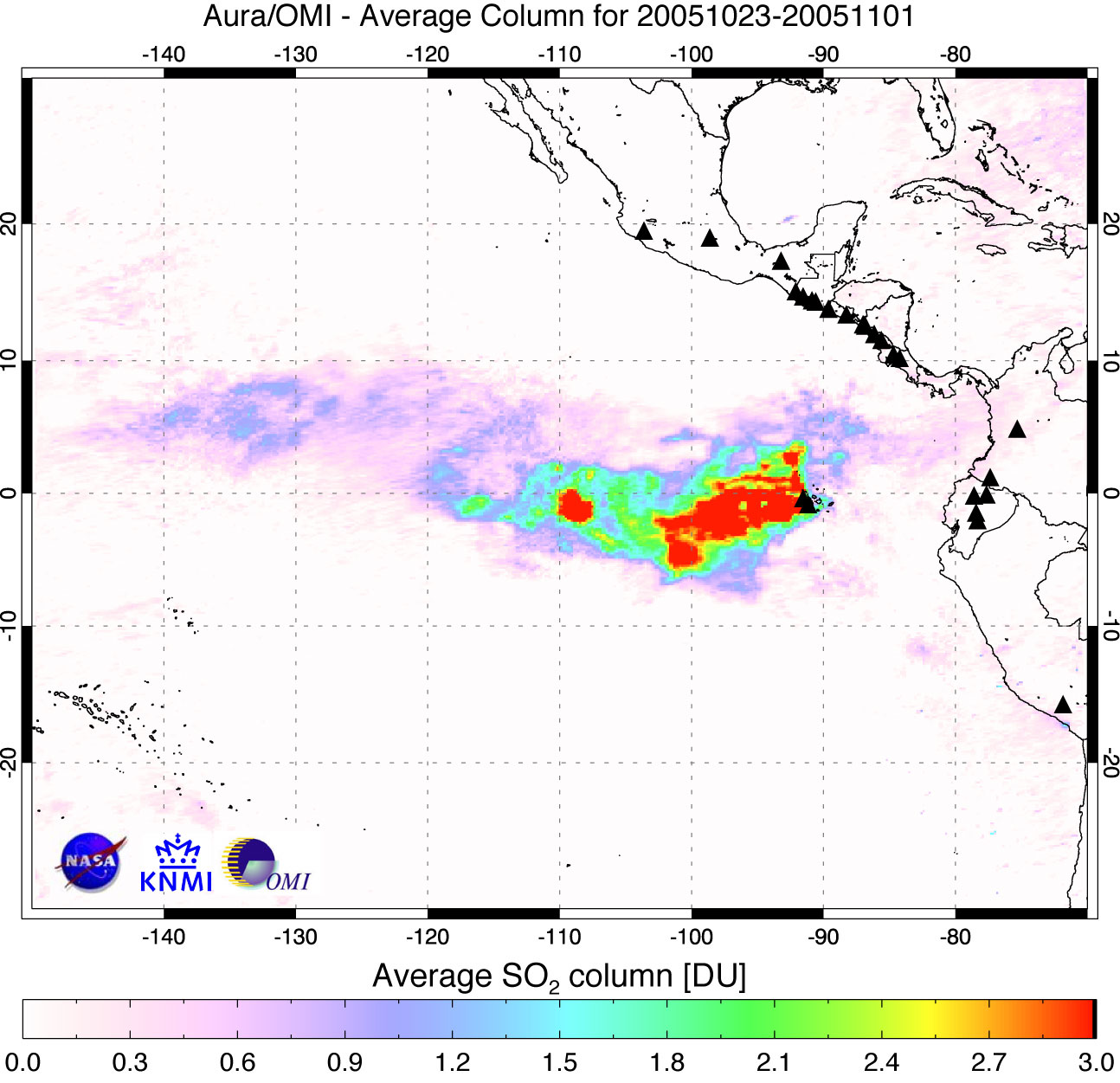
Percentatge de concentració de diòxid de sofre sobre el volcà Sierra Negra (Illes Galápagos) entre el 23 d'octubre i l'1 de novembre de 2005.

Les grans erupcions volcàniques explosives injecten els principals gasos (H₂O, CO₂, SO₂, HCl, HF) i cendres (roca polvoritzada i pedra tosca) a l'estratosfera, a altures d'entre 16 i 32 quilòmetres sobre la superfície de la Terra. Els impactes més significatius d'aquestes injeccions provindran de la conversió de diòxid de sofre a àcid sulfúric (H₂SO₄), que es condensa ràpidament a l'estratosfera per formar aerosols de sulfat. Els aerosols augmenten l'albedo de la Terra –la reflexió de la radiació del Sol cap a l'espai– i, per tant, refreden l'atmosfera inferior de la Terra o la troposfera. Però, d'altra banda, també absorbeixen la calor irradiada des de la Terra, de manera que produeixen un escalfament de l'estratosfera. Les diverses erupcions produïdes durant el segle passat van provocar un descens de la temperatura mitjana en la superfície de la Terra de fins a mig grau Fahrenheit durant uns períodes d'un a tres anys. El diòxid de sofre procedent de l'erupció del volcà Huaynaputina va causar, probablement, la fam de Rússia que afectà la regió des de 1601 fins al 1603.
Fa uns 70.000 anys, després de la supererupció del llac Toba a l'illa de Sumatra, a Indonèsia, es va produir un perllongat hivern a causa de l'activitat volcànica. La teoria de la gran catàstrofe de Toba, que recolzen alguns antropòlegs i arqueòlegs, afirma que va tenir conseqüències mundials, i va matar la majoria dels éssers humans que llavors vivien, tot creant un coll d'ampolla poblacional que van condicionar l'herència genètica de tots els humans actuals.
L'erupció del Mont Tambora de 1815 va generar diverses anomalies en el clima global d'Amèrica del Nord i Europa que va provocar que l'any 1816 fos conegut com l'"any sense estiu" o l'any de pobresa. Els cultius agrícoles es feren malbé i una gran part dels caps de bestiar van morir a l'hemisferi nord, donant lloc a una de les pitjors fams del segle xix. El rigorós hivern de 1740-1741, que va conduir a una fam generalitzada al nord d'Europa, també podria tenir el seu origen en una erupció volcànica.
S'ha suggerit que l'activitat volcànica va causar, o contribuí de manera important, a les extincions massives de l'Ordovicià-Silurià, del Permià-Triàsic, i a la del Devonià superior, i possiblement d'altres. Un esdeveniment eruptiu massiu va formar els trapps siberians, la més gran catàstrofe volcànica coneguda dels últims 500 milions d'anys de la història geològica de la Terra, que es perllongà aproximadament durant un milió d'anys. Es considera la causa probable de l'extinció permiana d'ara fa uns 250 milions anys, que, es calcula, que eliminà al voltant del 90% de les espècies existents en el moment.
Els aerosols de sulfats també promouen reaccions químiques complexes en la seva superfície que reaccionen amb el clor i el nitrogen a l'estratosfera. Aquest efecte, juntament amb l'augment dels nivells de clor estratosfèric a conseqüència de la contaminació per clorofluorocarburs, generen monòxid de clor (ClO), substància que destrueix la capa d'ozó (O₃). Com els aerosols augmenten i coagulen, s'arriben a establir a la troposfera superior on serveixen com a nuclis per a la formació de núvols de tipus cirrus i modifiquen encara més l'equilibri de la radiació damunt la Terra. La major part del clorur d'hidrogen (HCl) i el fluorur d'hidrogen (HF) es dissolen en les gotes d'aigua dins el núvol eruptiu i cauen ràpidament a terra com a pluja àcida. La cendra injectada també cau ràpidament des de l'estratosfera, i la major part va desapareixent passats alguns dies o setmanes. Finalment, les erupcions volcàniques explosives alliberen diòxid de carboni, el gas responsable de l'efecte d'hivernacle, el que suposa una profunda font de carboni per als cicles biogeoquímics.

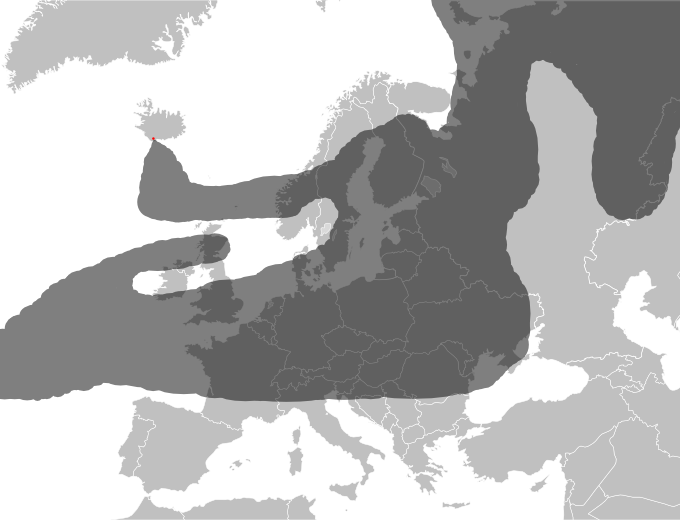
Erupcions de l'Eyjafjalla del 2010. Situació del núvol cendra volcànica el 17 d'abril.

Les emissions de gas dels volcans són un factor natural de formació de pluja àcida. L'activitat volcànica allibera al voltant de 130-230 teragrams (145.000.000-255.000.000 de tones curtes) de diòxid de carboni cada any. Les erupcions volcàniques poden injectar aerosols a l'atmosfera de la Terra. Les grans emissions de materials poden causar efectes visuals, com postes de sol inusuals de molt colorit i afectar el clima mundial, principalment pel refredament. Les erupcions volcàniques també proporcionen el benefici d'afegir nutrients al sòl durant el procés d'erosió de les roques volcàniques. Aquests sòls fèrtils, posteriorment, ajudaran al creixement de les plantes i de varietat de cultius. Les cendres volcàniques transportades pel vent fins a la banquisa i les glaceres, poden donar lloc al fenomen de la crioconita. Les erupcions volcàniques també poden crear noves illes, ja que el magma es refreda i se solidifica al contacte amb l'aigua.
Les cendres llançades a l'aire poden presentar un perill per les aeronaus, especialment els avions, on les partícules poden ser perjudicials per l'elevada temperatura de funcionament de l'aparell. La consciència en aquest tipus de problema es va palesar en erupcions com la del 1982, amb el volcà Galunggung a Indonèsia, i el 1989 la del Mont Redoubt a Alaska. Nou observatoris meteorològics anomenats Volcanic Ash Advisory Center foren creats per l'OACI (Organització d'Aviació Civil Internacional), per supervisar i assessorar als pilots dels avions sobre l'estat dels núvols de cendre. Les erupcions de l'Eyjafjalla del 2010 causaren grans trastorns al transport aeri de la major part d'Europa. La IATA (International Air Transport Association o Associació del Transport Aeri Internacional) va estimar que les aerolínies de tot el món arribaren a perdre al dia uns 148 milions d'euros a causa de la interrupció del trànsit aeri.

## Volcans en altres planetes i satèl·lits

L'erupció del volcà Tvashtar eleva una columna de 330 kilòmetres per sobre la superfície de la lluna de Júpiter, Io.

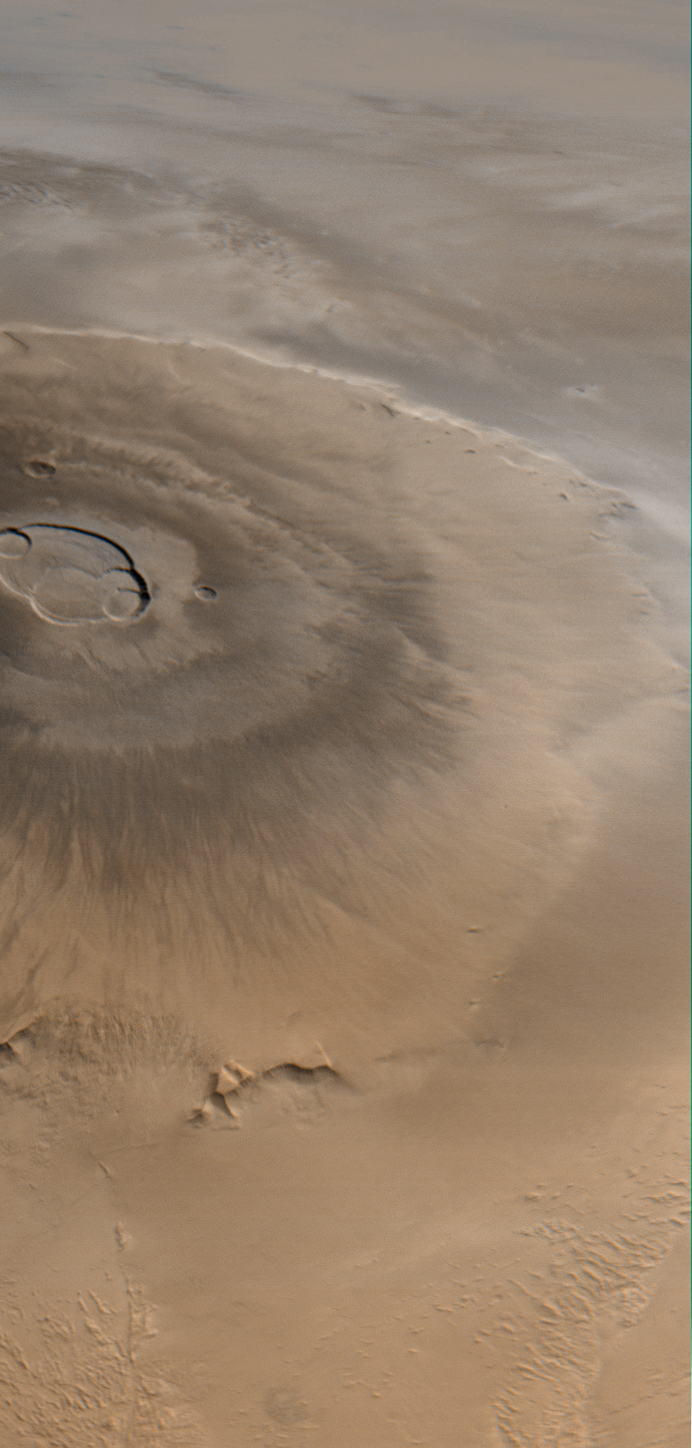
Olympus Mons (del llatí, en català "Mont Olimp") és la muntanya més alta coneguda al nostre sistema solar, situada al planeta Mart.

La Lluna no té grans volcans i actualment no hi ha activitat volcànica, tot i que darreres observacions suggereixen que encara pot tenir un nucli parcialment fos. No obstant això, la Lluna té restes d'activitat volcànica com els mars lunars (les parts fosques que s'observen a la lluna), canals i cúpules lunars.
El planeta Venus té una superfície que en un 90% és de basalt, fet que indica que el vulcanisme ha tingut un paper important en la conformació de la seva superfície. El planeta va poder haver tingut una important activitat volcànica ara fa uns 500 milions d'anys, com dedueixen els científics per la densitat de cràters d'impacte de la superfície. Els fluxos de lava són comuns i fins i tot hi ha formes de vulcanisme desconegudes a la Terra. Els canvis en l'atmosfera del planeta i en les observacions de la seva llum s'han atribuït a erupcions volcàniques vigents, encara que no hi ha cap confirmació sobre l'existència a Venus de volcans actius. No obstant això, el radar de la sonda Magellan (Magallanes) va mostrar proves d'activitat volcànica relativament recent al volcà més alt de Venus, el Maat Mons. S'observaren fluxos de cendra prop del cim i també al flanc nord.
Hi ha diversos volcans extints al planeta Mart, alguns dels quals –Arsia Mons, Ascraeus Mons, Hècate Tholus, Olympus Mons, i Mons Pavonis– assoleixen unes dimensions superiors a qualsevol dels volcans que hi ha a la Terra. Aquests volcans es van extingir fa milions d'anys, però la sonda europea Mars Express ha trobat proves que l'activitat volcànica va poder haver existit a Mart en un passat recent.
La lluna de Júpiter Io és l'objecte amb més volcans actius del sistema solar a causa de la interacció de la marea amb Júpiter. Està cobert de volcans que emeten sofre elemental, diòxid de sofre, i roques de silicat. Les laves tenen una temperatura de les més elevada de les conegudes al sistema solar, de 1.500 °C. El febrer de 2001, s'hi va poder detectar la és grossa de les erupcions volcàniques observades al sistema solar.
Europa, la més petita de les llunes galileanes de Júpiter, també sembla tenir un sistema volcànic actiu. La seva activitat volcànica és toat en forma d'aigua, que a conseqüència de les baixes temperatures es transforma en gel a la superfície. Aquest procés és conegut com a criovulcanisme, i sembla comú als satel·lits (llunes) dels planetes exteriors del sistema solar.
El 1989, la nau espacial Voyager 2 va observar volcans de gel a Tritó, una lluna de Neptú, i el 2005 la sonda Cassini-Huygens va fotografiar columnes de partícules congelades producte d'una erupció a Encèlad, una lluna de Saturn. El material expulsat podria ser compost d'aigua, nitrogen líquid, pols i compostos de metà. La Cassini-Huygens també va trobar proves a Tità, una lluna de Saturn, d'un criovolcà que llançava metà; es creu que aquest vulcanisme és una font important del metà de l'atmosfera de Tità. És una teoria que considera que el criovulcanisme també pot estar present a (50000) Quaoar, un gran objecte transneptunià descobert el 2002 al cinturó de Kuiper.
Un estudi de 2010 sobre el planeta extrasolar COROT-7b, que va ser detectat en el seu trànsit del 2009, va observar que la interacció amb l'estrella amfitriona, molt a prop del planeta, i amb els planetes veïns podria generar una intensa activitat volcànica semblant a l'existent a Ió.